# Флавий Юний Кварт Палладий
Флавий Юний Кварт Палладий (лат. Flavius Junius Quartus Palladius) — западноримский государственный деятель первой половины V века.
Палладий происходил из знатного рода, из которого вышли несколько государственных деятелей Поздней империи. Известно, что у него был брат, который установил в его честь статую возле своего дома на Авентинском холме. Надпись на основании статуи раскрывает детали карьеры Палладия. В начале cursus honorum он был квестором и претором, затем трибуном и нотарием при императорском дворе. После этого Палладий стал комитом священных щедрот (вероятно, в 408/409 году, если его можно идентифицировать с Палладием, который находился в Риме во время первой осады города вестготским правителем Аларихом I).
В 416 году Палладий был назначен ординарным консулом. Его коллегой на Востоке империи был восточный император Феодосий II. 7 января того же года он занял должность префектом претория Италии, Иллирии и Африки, которую занимал в течение шести лет (по меньшей мере, до 28 июля 421 года, хотя впервые о его преемнике упоминается только в 422 году). В этот период (30 апреля 418 года) он получил закон от императора Гонория, в соответствии с которым должен был изгнать пелагиан из Рима. Позже Палладий и другие префекты (Флавий Монаксий и Флавий Юлий Агрикола) издали закон, направленный против пелагиан.
Его, вероятно, можно идентифицировать с трибуном Палладием, который в 408 году собирал среди римских аристократов драгоценности, необходимые для выплаты дань Алариху. Однако собранного оказалось недостаточно, и он был вынужден перейти к разграблению оставшихся в Риме языческих храмов. Палладий четырежды назначался посланником римского сената.